# Sincik
Sincik là một huyện thuộc tỉnh Adıyaman, Thổ Nhĩ Kỳ. Huyện có diện tích 461 km² và dân số thời điểm năm 2007 là 21335 người, mật độ 46 người/km².